# Jyske mesterskab 1912-13 (fodbold)
Det jyske mesterskab i fodbold 1912-13 var den 15. udgave af turneringen om det jyske mesterskab i fodbold for herrer organiseret af Jysk Boldspils-Union. Finalen i turneringen stod for andet år i træk mellem Vejle BK og AaB. For andet år i træk vandt Vejle.
Vinderen af turneringen kvalificerede sig til den første turnering om Danmarksmesterskabet, Landsfodboldturneringen 1912-13

## Semifinaler
AaB - Skive 4 - 0
Vejle BK - Vejen SF 3 - 0

## Finale
18/5 1913: Vejle - AaB 4 - 2 (1 - 1)
Spillet på Boldbanen ved Dalgas Avenue i Aarhus. 600 tilskuere.

## Øvrige kilder
- Alstrup, Aksel (1950-1953). "JBU-mesterskabernes fordeling". Jysk Fodbold i Fortid og Nutid - Bind 1 & 2. Odense: Jydsk Boldspil-Union, Østergaards Forlag. s. 88-92.
- Johannes Gandil (1939): Dansk fodbold, Sportsbladets forlag.